# Michael Clarke (muzikant)
Michael Clarke, geboren als Michael James Dick (Spokane (Washington), 3 juni 1946 - Treasure Island (Florida), 19 december 1993), was een Amerikaans drummer en songwriter. In de jaren zestig verwierf hij bekendheid als drummer van de folkrockgroep The Byrds. Daarnaast maakte hij deel uit van The Flying Burrito Brothers en Firefall.

## Biografie
Clarke begon op zestienjarige leeftijd als congaspeler met optreden in koffiehuizen in en nabij San Francisco. Hij leerde Jim McGuinn en David Crosby kennen, die in 1964 met Gene Clark The Byrds oprichtten. Clarke mocht zich bij de band voegen, vooral omdat hij veel op Brian Jones (bekend van The Rolling Stones) leek. Hij had niet veel muzikale ervaring en beschikte zelfs niet over een drumstel (in het begin speelde hij op kartonnen dozen). In het najaar van 1967, enkele maanden na het vertrek van Crosby, werd hij door de andere leden uit de band gezet.
Na zijn periode bij The Byrds werkte hij voor korte tijd in een hotel op Hawaï, waarna hij met Dillard & Clark (bestaande uit Doug Dillard en Gene Clark) aan het album The Fantastic Expedition of Dillard & Clark werkte en zich bij The Flying Burrito Brothers (met onder anderen Gram Parsons, Chris Hillman en Rick Roberts) voegde. In 1973 deed hij mee aan de reünie van The Byrds. Hij speelde van 1974 tot 1981 in de door Roberts opgerichte softrockgroep Firefall.
Hij stierf in 1993 aan leverfalen, het resultaat van jarenlang zwaar alcoholmisbruik.